# Gösta Ståhl
Gösta Ståhl (* 27. Januar 1902 in Helsingborg; † 1983) war ein schwedischer Fußballspieler.
Ståhl spielte als Jugendlicher bei Helsingborgs IF. Der Frisör wechselte später zu Västerås IK. Für den Klub spielte er in der Allsvenskan und schoss bei der 1:5-Niederlage gegen AIK am ersten Spieltag der ersten Spielzeit der Liga das erste Tor für den Verein in der schwedischen Eliteserie. Am Ende der Spielzeit stieg er mit dem Klub aus der ersten Liga ab. Später spielte er noch für IK Sirius, IFK Norrköping und Hammarby IF.